# Castell de Cartellà
El Castell de Cartellà és un castell catalogat com a monument del municipi de Sant Gregori (Gironès) declarat bé cultural d'interès nacional. Es tracta d'un castell termenat documentat el 1238. El castell és col·locat sobre la plataforma triangular situada a la confluència dels torrents de Gàrrep i Pedrola, que li servien de fossars. Sobre cada un d'ells hi havia un pont de pedra per accedir al recinte exterior del Castell i on hi ha situada la Capella.
Aquest castell ha estat arreglat i és de propietat privada, i a part de l'activitat agrícola s'hi fan esdeveniments.

## Descripció
Fou un castell residencial, ara utilitzat com a masia. Té sencera la torre mestra, unida al conjunt per una prolongació del mur nord, un pati central i sectors emmerletats.

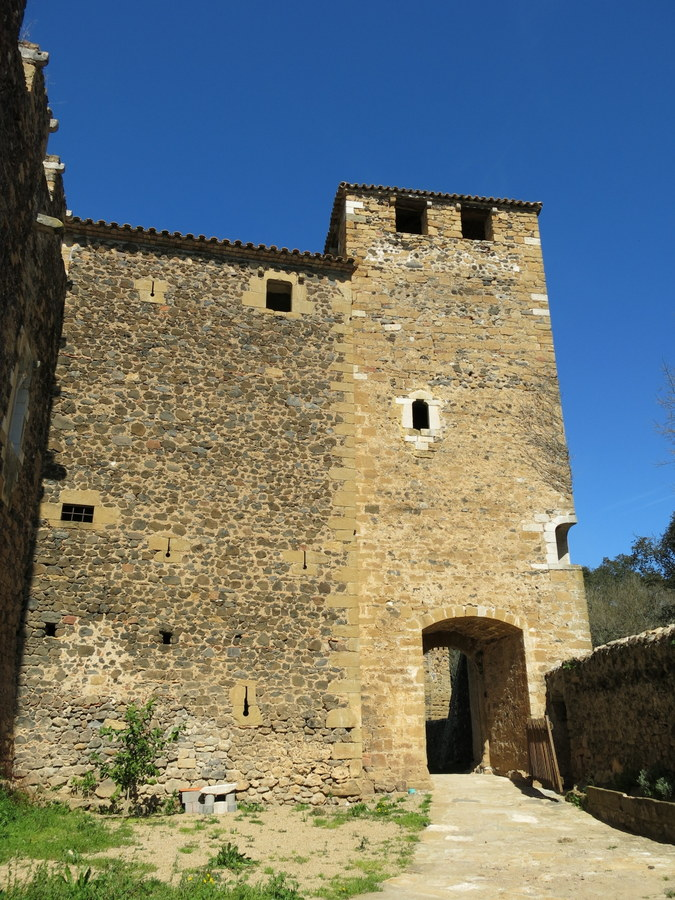
Castell de Cartellà. Finestra en angle al primer pis. (març 2017)

És un edifici amb planta en forma de U, desenvolupat en planta baixa, pis i golfes. Les parets portants són de maçoneria, amb carreus a les cantonades i emmarcant les obertures. La part superior de la façana principal és rematada per merlets, l'accés al pati interior es realitza per aquesta façana a través d'una porta dovellada i al nivell del primer pis hi ha una finestra biforada amb arquets trilobulats. La resta d'obertures dels paraments exteriors són emmarcades amb carreus. El pati interior és de planta rectangular, amb dues escalinates laterals de pedra per accedir a una terrassa situada al primer pis que és suportada per arcs carpanells molt rebaixats, construïts amb pedra. Les finestres del segon pis són gòtiques amb motllures. Un dels braços de la U és més llarg i s'estructura en forma de torre, la planta baixa és oberta per permetre l'accés al recinte, al primer pis té una finestra en angle.

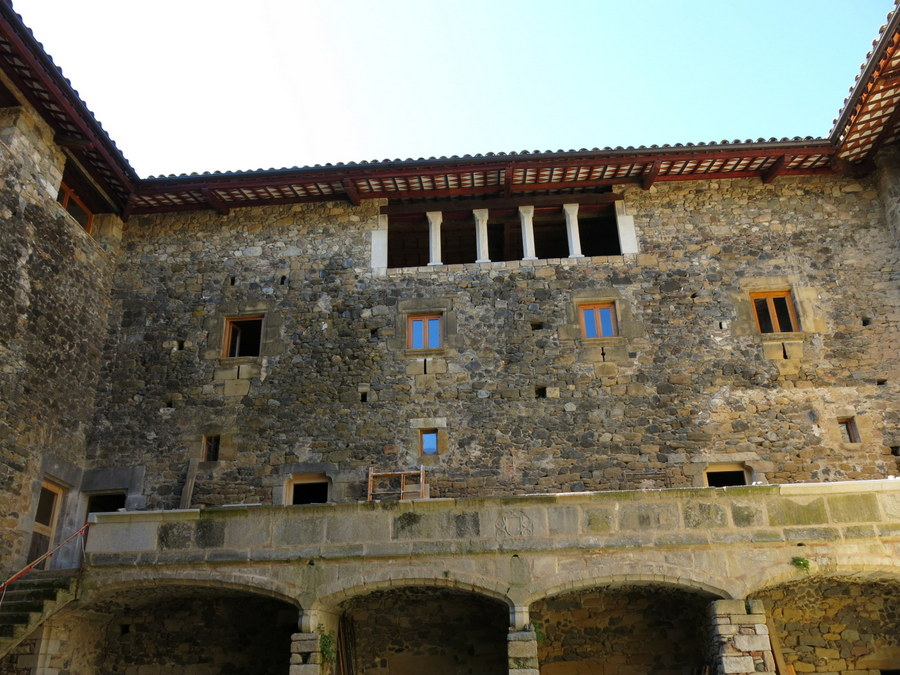
Castell de Cartellà. Pati central (març 2017)

L. Monreal i M. de Riquer daten part dels murs d'aquest edifici als segles xii i xiii i una bona part de la construcció del castell i les finestres al segle xiv. A més, hi ha afegits d'època moderna com l'escalinata interior. L'aparell constructiu dels murs perimetrals del castell és de tipus força irregular; només al mur est, on hi ha la port principal, hi ha fragments d'«opus spicatum». Malgrat això, per les seves característiques formals, el castell correspon més aviat al típic castell palau d'època gòtica.

## Història
Castell termenat del qual trobem les primeres notícies al segle xi, en els pactes de vassallatge entre els Montcada i els Cartellà, durant l'època de la revolució feudal. Els reculls documentals mostren que, a finals del segle xi, el castell de Cartellà pertanyia als dominis dels Montcada, família fidel al comte de Barcelona, que acumulà un vast territori controlat mitjançant pactes de vassallatge amb famílies de la baixa noblesa i castlans, com els Cartellà.
Els Cartellà són esmentats en diferents documents del segle xii. L'any 1107, Arnau de Cartellà, segons F. Montsalvatge, signà com a testimoni dels capítols matrimonials realitzats entre el comte de Besalú i la filla de Ramon Berenguer III de Barcelona. La primera referència al castell, però, no la trobem fins al 1238, data en la qual es produí la institució d'un sacerdot a la capella de Santa Maria del castell de Cartellà, realitzada per Galceran de Cartellà i la seva muller Agnès. El 1242, trobem, en el testament del vescomte Guerau V de Cabrera la cessió de part de l'honor de Cartellà al seu fill primogènit. L'any 1305, Jaume II assignà els castells d'Hostoles, Puig-alder, Colltort i Rocacorba sota la competència i la jurisdicció criminal de Guillem Galceran de Cartellà el qual, en morir el 1306, els deixà a la seva neta Beatriu de Cabrenys.
El 1321, el castell de Cartellà fou comprat per Ramon de Xetmar (o Xatmar). La família Xatmar va tenir la propietat de Cartellà durant el segle xiv i bona part del XV. Era una família de la baixa noblesa gironina que va fer fortuna mitjançant el comerç. Els Xatmar varen adquirir la propietat de diversos castells i propietats, aconseguint un important patrimoni i arribant a controlar gran part de les fortificacions dels voltants de la ciutat de Girona.
Més tard, passà als Milany pel matrimoni entre Pere de Milany i Ermessenda de Xetmar. La senyoria del castell restà documentada en mans dels Milany fins al 1430, data en la qual és esmentat Ramon Galceran de Pinós i Milany com a senyor dels castells de Cartellà i de Tudela. El 1448 n'era senyor Francesc Galceran de Pinós. La fortalesa de Cartellà fou escenari de lluites que es produïren durant la guerra civil catalana del segle xv (1462-1472). L'any 1470, va ser ocupat per les tropes de Verntallat, cap dels remences i va patir el setge de les tropes de la Diputació. L'any 1495, Baldiri Agullana va adquirir el castell en una subhasta pública. La família Agullana, de la baixa noblesa, era originària de Peralada. Coincidint amb els enfrontaments entre els Agullana i els Sarriera a la ciutat de Girona al segle xvi, el castell de Cartellà esdevé el lloc de refugi de la família. En aquest moment, és quan es reforma per tal de transformar-lo en residència i per reforçar les seves estructures defensives. En aquesta època es dona al castell bona part de la fesomia que té actualment. L'enfrontament es solucionà amb el casament de Joan d'Agullana amb Jerònima Sarriera, unint-se, així, l'important patrimoni de les dues famílies, en el qual quedà inclòs el castell de Cartellà. El retorn de la família Agullana a Girona a finals del segle xvi va suposar l'inici d'un ús eminentment agrícola de la propietat. Fins a l'actualitat, ha patit diverses reformes lligades a aquest ús i un progressiu deteriorament de les parts menys utilitzades. A mitjan anys 90 del segle xx, es va haver d'intervenir per reparar les cobertes que s'havien esfondrat i el 2014, la propietat efectua una consolidació de les cobertes de l'ala oest i sud del castell, que fins ara estaven protegides amb unes planxes metàl·liques provisionals, col·locades als anys 90. Recentment s'han iniciat obres de millora per adequar-hi un habitatge fix i una instal·lació de turisme rural.

## Ermita de la Mare de Déu de l'Esperança del castell de Cartellà

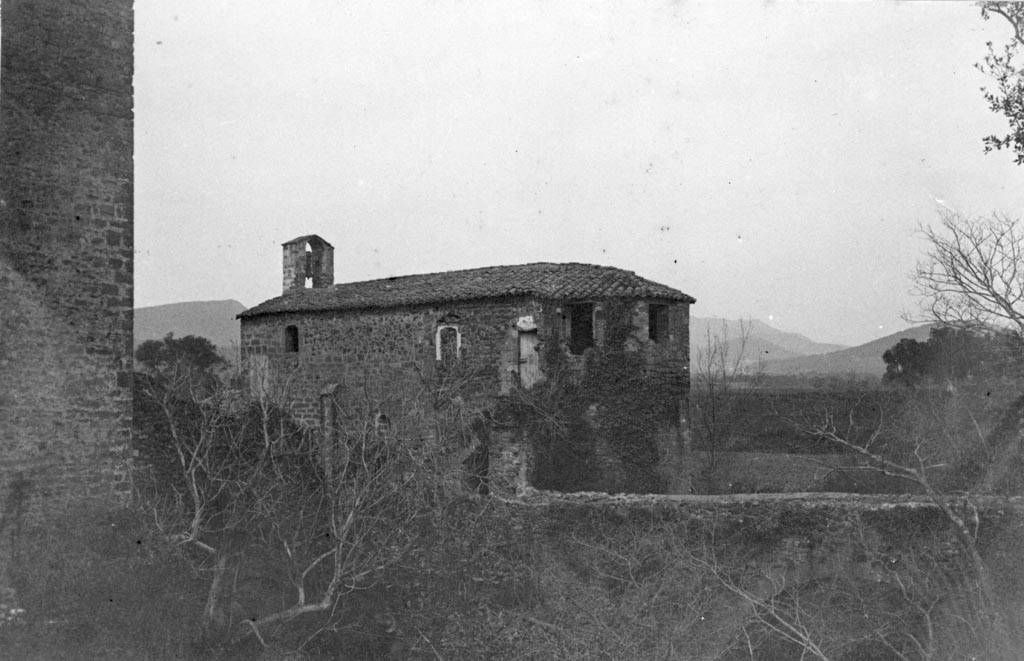
Església del Castell de Cartellà

La seva capella és de planta rectangular, capçada a llevant per un absis poligonal. La coberta és de teula àrab a dues vessants. Fruit de les reformes realitzades per adaptar-lo a l'actual ús agrícola és el sobrealçament en dos nivells. Les parets portants són de carreus a la planta baixa i en l'absis s'hi adossa una escala exterior per accedir al pis superior. Sobre la coberta s'aixeca un campanar de cadireta d'un sol ull. L'accés a l'interior es realitza per una porta originàriament adovellada i que actualment presenta una llinda de pedra. Aquesta porta d'accés està situada en la façana de migdia. L'interior s'estructura a partir d'una sola nau coberta amb volta de canó. L'església sembla que tenia tres finestres de doble esqueixada, a l'absis, al mur de migdia i al mur de ponent, on s'alça el campanar. L'aparell és de petits carreus escairats, disposats formant filades força regulars, molt diferent de l'aparell del sobrealçament que és de reble. L'interior és totalment emblanquinat, amb decoració pictòrica imitant carreus a l'absis i a la part baixa dels murs. L'obra original s'avé amb les formes de l'arquitectura del segle xii avançat i probablement es construí ja en el segle xiii.